# كيلكهمبتون (كورنوال)
كيلكهمبتون (بالإنجليزية: Kilkhampton)‏ هي قرية وأبرشية مدنية تقع في المملكة المتحدة في إنجلترا. يقدر عدد سكانها بـ 1,368 نسمة .